# CAS-landen
De CAS-landen of CAS-eilanden is een gezamenlijke benaming die gehanteerd wordt voor de drie Caribische landen binnen het Koninkrijk der Nederlanden: Curaçao, Aruba en Sint Maarten. De afkorting CAS verwijst naar de eerste letters van de namen van de landen. De CAS-landen vormen tezamen met de BES-eilanden (Bonaire, Sint Eustatius en Saba, ook aangeduid als Caribisch Nederland), het Caribisch deel van het Koninkrijk der Nederlanden.
Curaçao en Aruba zijn Nederlandse eilanden voor de kust van Venezuela; Sint Maarten is het Nederlands deel van het eiland Sint Maarten, dat nabij Anguilla en Saint-Barthélemy ligt. Qua aantal inwoners zijn ze de grootste drie van de zes Caribische gebieden die tot het Koninkrijk der Nederlanden behoren. Qua oppervlakte is dat niet het geval: Bonaire is veel groter dan Sint Maarten en Aruba.

## Status van autonoom land

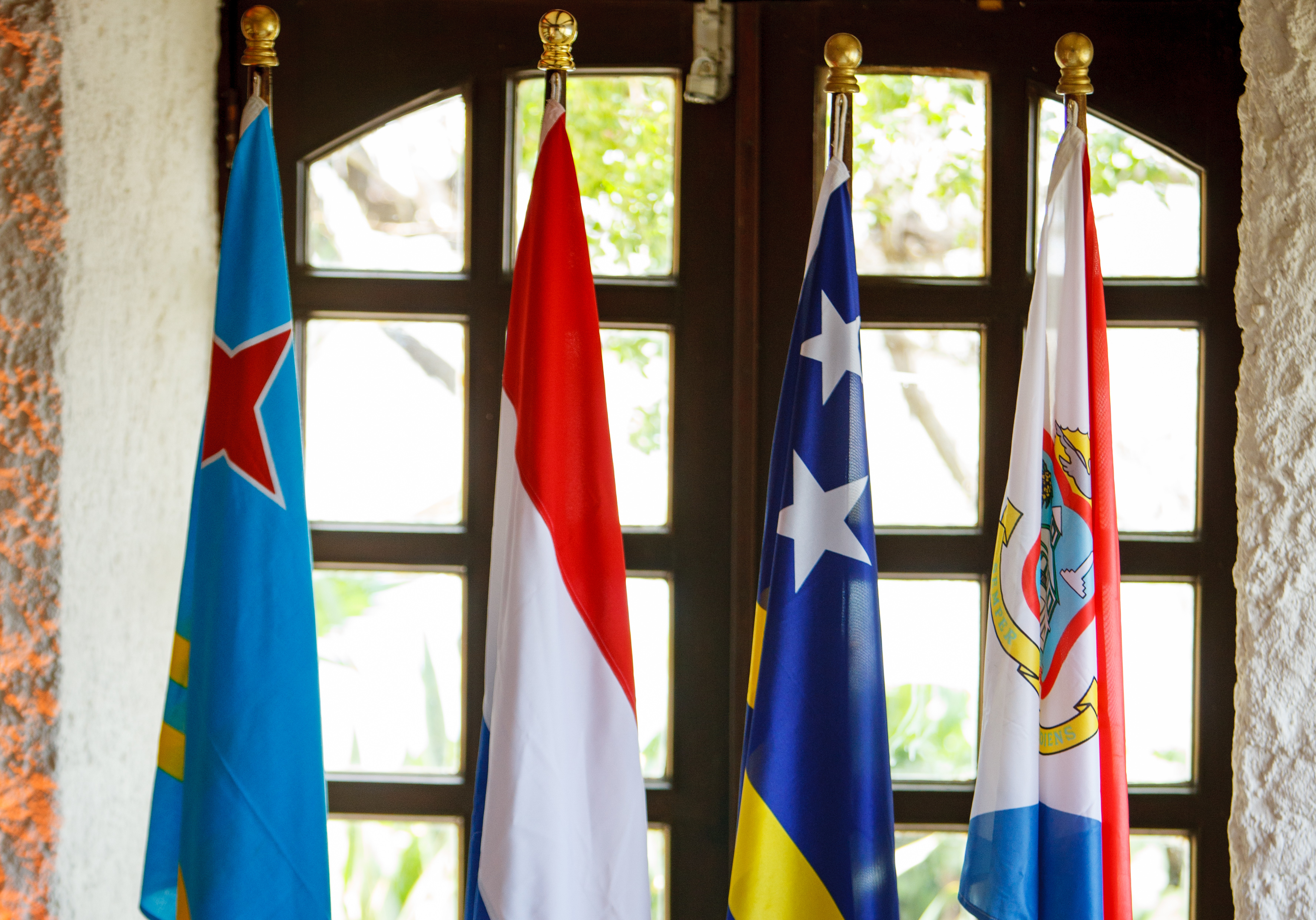
Van links naar rechts: de vlaggen van Aruba, Nederland, Curaçao en Sint Maarten

Net als Nederland hebben de individuele CAS-landen de status van autonoom land binnen het Nederlandse Koninkrijk. Op 10 oktober 2010 werden staatkundige hervormingen binnen het Koninkrijk der Nederlanden doorgevoerd waardoor de Nederlandse Antillen werden opgeheven en Curaçao en Sint Maarten de status van autonoom land verkregen, ieder met een eigen staatsregeling, parlement en ministerraad. Aruba had deze status al op 1 januari 1986 verworven, toentertijd bekend als "status aparte". De status van autonoom land is geregeld in het Statuut voor het Koninkrijk der Nederlanden.  

## Volgorde
- Van vroege naar late ingangsdatum van de autonome status is de volgorde: Aruba, Curaçao, Sint Maarten.
- Van veel naar weinig inwoners is de volgorde: Curaçao, Aruba, Sint Maarten.
- Van grote naar kleine oppervlakte is de volgorde: Curaçao, Aruba, Sint Maarten.